# Harlow Curtice
Harlow Herbert Curtice, né le 15 août 1893 à Petrieville dans le Michigan et mort le 3 novembre 1962 à Flint dans le Michigan, est un homme d'affaires américain notable pour son travail dans la construction automobile aux États-Unis via la direction de General Motors (GM) de 1953 à 1958. En tant que patron de GM, Curtice a été choisi comme « personnalité de l'année » pour 1955 par le magazine Time.